# 分析马克思主义
分析馬克思主義（英語：Analytical Marxism）是馬克思主義的一個学术流派，在1980年代開始在西方哲學界及社會學界中嶄露頭角。分析马克思主义主要起源于G·A·科恩的《卡尔·马克思的历史理论：一个辩护》（1978年）。在这本书中，科恩借鉴了英美分析哲学的传统，试图提高马克思主义理论的清晰度和严谨性，研究主要是用上分析哲學的技巧，並加以諸如理性選擇理論等現代社會學的工具，對馬克思及其繼任者作出理論闡述。
该学派与学术团体“九月小组”（因每两年九月聚会而得名）有关。